# Musikjahr 1756
Liste der Musikjahre

◄◄ | ◄ | 1752 | 1753 | 1754 | 1755 | Musikjahr 1756 | 1757 | 1758 | 1759 | 1760 | ► | ►►

Weitere Ereignisse
Dieser Artikel behandelt das Musikjahr 1756.

## Ereignisse

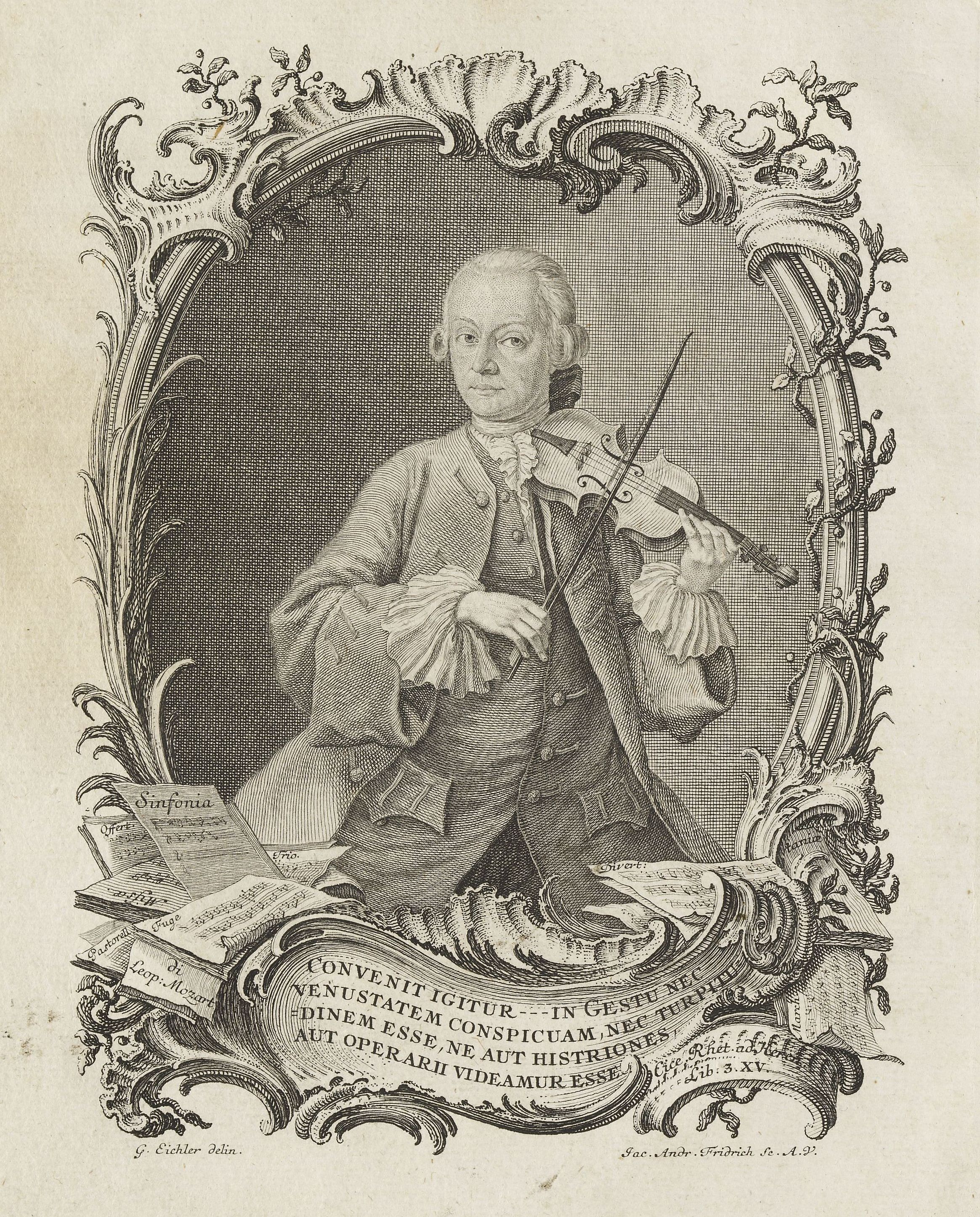
Porträt Mozarts in der 1. Auflage

- Leopold Mozart veröffentlicht in Augsburg in erster Auflage den Versuch einer gründlichen Violinschule. Das theoretische Werk ist dem Salzburger Fürstbischof Sigismund III. Christoph von Schrattenbach gewidmet.
- Christoph Willibald Gluck wird von Papst Benedikt XIV. zum Ritter vom Goldenen Sporn geschlagen.
- Johann Christian Bach lässt sich in Italien nieder.
- Der 13-jährige Luigi Boccherini tritt am 4. August in der Kirche San Domenico in Lucca als Solist in einem Cellokonzert auf.[1]

### Oper
- 23. September: Die Opera seria Nitteti von Nicola Conforto auf ein Libretto von Pietro Metastasio hat ihre Uraufführung am Real Teatro del Buen Retiro in Madrid.
- 08. Dezember: Die Oper Il re pastore von Christoph Willibald Gluck auf ein Libretto von Pietro Metastasio wird am Burgtheater in Wien uraufgeführt. Die weibliche Hauptrolle singt Caterina Gabrielli.
- 18. Dezember: Die Opera seria Zenobia von Niccolò Piccinni auf ein Libretto von Pietro Metastasio hat ihre Uraufführung am Teatro San Carlo in Neapel.
- Pasquale Cafaro – La disfatta di Dario
- Baldassare Galuppi – Idomeneo

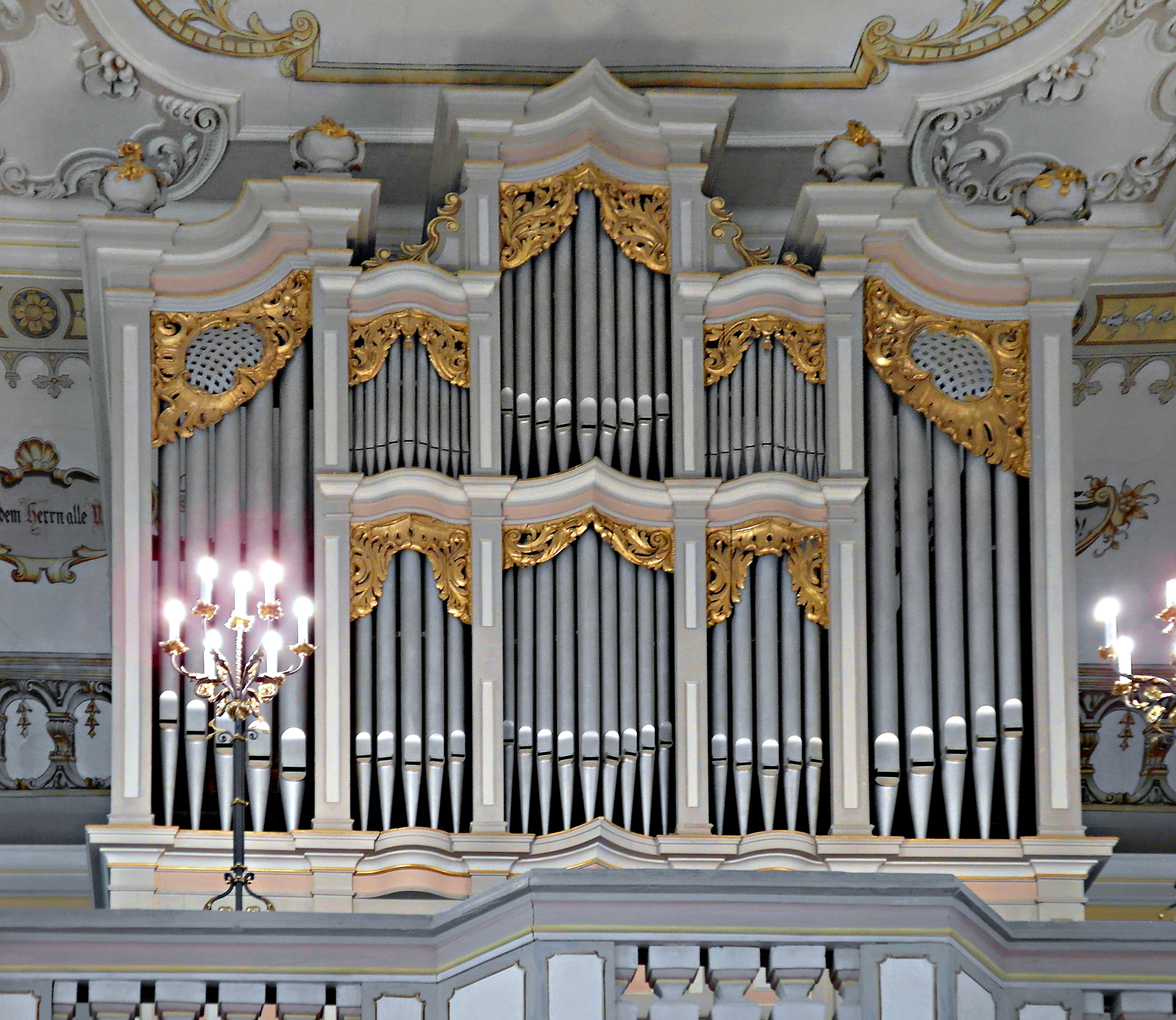
Orgelprospekt in Stolpen

- Pieter van Maldere – Le Déguisement pastorale
- Jean-Philippe Rameau – Zoroastre
- Antonio Sacchini – Fra Donato

### Instrumentalmusik
- Jacques Duphly – Troisième Livre de Pièces de clavecin (Cembalo solo und Cembalo mit Violine)
- Joseph Haydn – Cembalokonzert Nr. 1 in C-Dur, Hob. XVIII/1

### Instrumentenbau
- Johann Christian Pfennig – stellt die Orgel in der Stadtkirche in Stolpen fertig.
- Johann Wilhelm Schöler – vollendet die Orgel in der evangelischen Pfarrkirche Altwied.

## Geboren

### Geburtsdatum gesichert

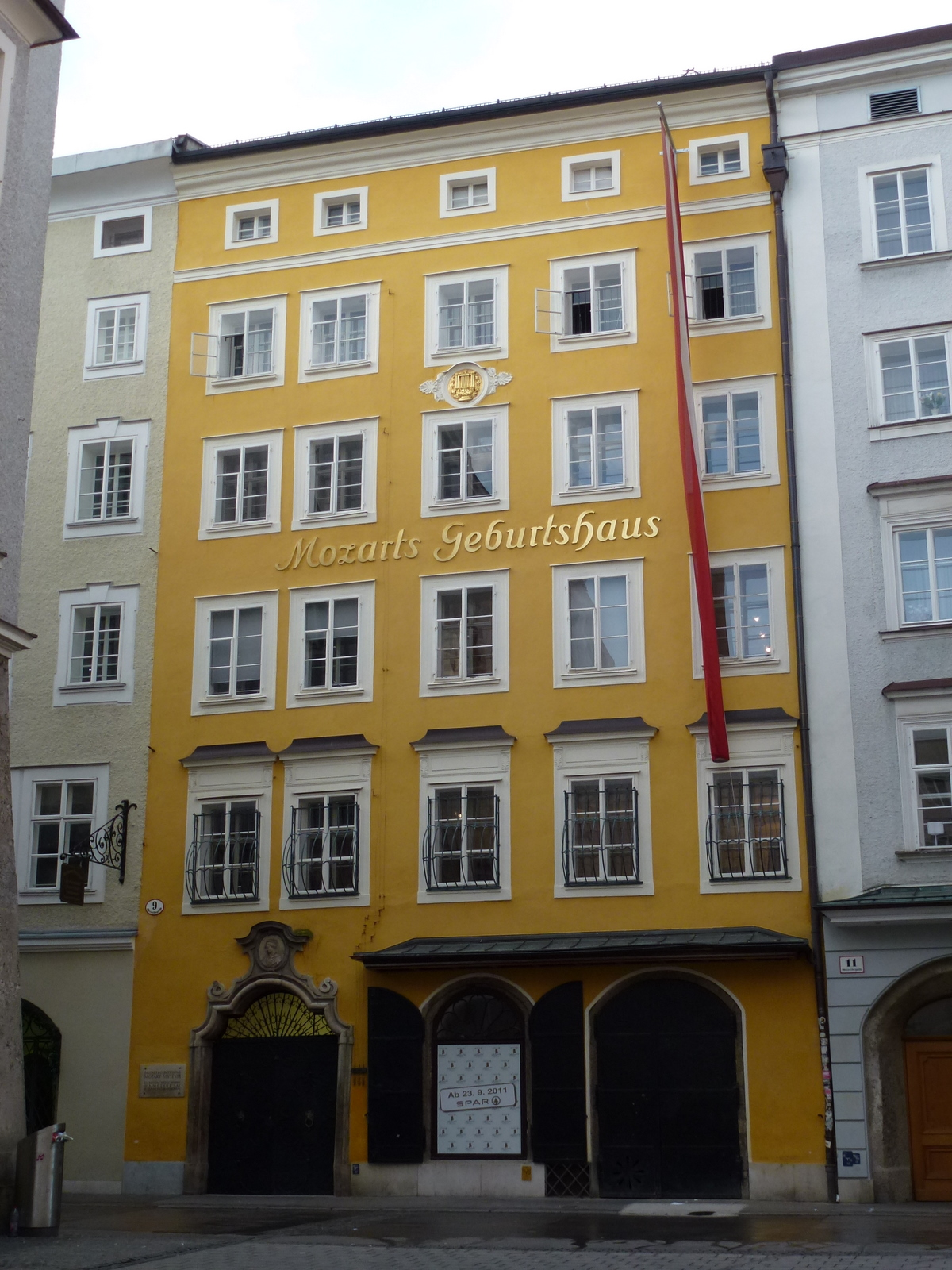
Mozarts Geburtshaus, Getreidegasse 9 in Salzburg

- 14. Januar: Tobias Friedrich Pfeiffer, deutscher Sänger, Oboist, Pianist, Komponist und Musikpädagoge († 1803)
- 22. Januar: Vincenzo Righini, italienischer Komponist und Sänger († 1812)
- 27. Januar: Wolfgang Amadeus Mozart, Salzburger Komponist († 1791)
- 09. Februar: Karel Blažej Kopřiva, tschechischer Komponist († 1785)
- 04. April: Anton Steiger, deutscher Schauspieler, Theaterregisseur und Theaterdirektor († 1809)
- 23. April (getauft): Alexander Reinagle, englisch-US-amerikanischer Komponist († 1809)
- 07. Mai: Thomas Linley junior, englischer Komponist und Violinist († 1778)
- 20. Juni: Joseph Martin Kraus, deutsch-schwedischer Komponist († 1792)
- 14. August: Olof Åhlström, schwedischer Komponist und Musikverleger († 1835)
- 02. Oktober: Józef Javurek, tschechischer Pianist, Dirigent und Komponist († 1840)
- 00. Oktober: Ernst Schick, deutscher Geiger und Komponist († 1815)
- 11. November: Josef Martin Hurka, tschechischer Komponist und Cellist († nach 1800)
- 30. Dezember: Paul Wranitzky, mährischer Komponist und Dirigent († 1808)

### Genaues Geburtsdatum unbekannt
- Giovanni Battista Ceruti, italienischer Lauten- und Geigenbauer († 1817)
- Michail Matwejewitsch Sokolowski, russischer Komponist und Dirigent († um 1796)

## Gestorben

### Todesdatum gesichert

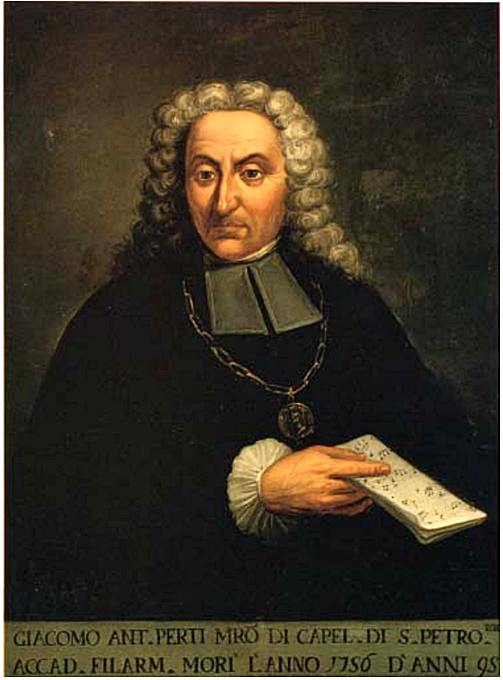
Giacomo Antonio Perti; † 10. April

- 14. Januar: Johann Jeremias du Grain, deutscher Sänger, Organist und Komponist (* unbekannt)
- 25. Januar: Christian Vater, deutscher Orgelbauer (* 1679)
- 13. März: Antonio Bernacchi, italienischer Sänger (Kastrat) (* 1685)
- 19. März: Giuseppe Avitrano, italienischer Violinist und Komponist (* um 1670)
- 10. April: Giacomo Antonio Perti, italienischer Kirchenmusiker und Komponist (* 1661)
- 15. April: Johann Gottlieb Goldberg, deutscher Cembalist und Organist (* 1727)
- 13. Juni (begraben): Paul Ignaz Liechtenauer, deutscher Organist, Kapellmeister und Komponist (* 1673 oder 1674)
- 00. Juli: Carlo Ricciotti, italienischer Komponist (* 1675)
- 18. August: Erdmann Neumeister, deutscher Theologe, Poetiker und Kirchenliederdichter (* 1671)
- 10. September: Filippo Balatri, italienischer Kastraten-Sänger, Gesangslehrer, Schriftsteller und Mönch (* 1682)

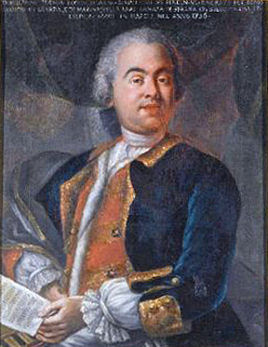
Riccardo Broschi

- 19. September: Josef Antonín Sehling, böhmischer Komponist (* 1710)
- 26. Oktober: Johann Theodor Roemhildt, deutscher Komponist und Kantor (* 1684)
- 07. November: Jean-Odéo Demars, französischer Organist, Cembalist und Komponist (* 1695)
- 16. Dezember: Balthasar König, deutscher Orgelbauer (* 1684)
- 18. Dezember: Johann Christian Lange, deutscher lutherischer Geistlicher, Theologe Kirchenlieddichter und Hochschullehrer (* 1669)

### Genaues Todesdatum unbekannt
- Riccardo Broschi, italienischer Komponist (* um 1698)
- Catherine Tofts, englische Opernsängerin (* um 1685)

### Gestorben nach 1756
- Johann Michael Blaschewitz, österreichischer Orgelbauer (* unbekannt)